# Принс, Александра
Александра Принс (Alexandra Prince) — певица
 и автор-исполнитель
. Родилась в 1975 году в Гамбурге, Германия. Исполняет песни в стиле хаус, латин хаус.
Её карьера началась достаточно рано в Германии. Самым первым её сольным хитом, который продержался в Топ-30 16 недель, был «How we Livin». Однако мировая известность пришла к ней, когда она совместно с Gadjo записала «So many Times», который приобрел мировую популярность в 2005 году. Тогда же она была признана одной из лучших хаус-див. Песни, которые она поет и пишет, поднимаются на первые места мировых чартов.

## Дискография
- Gadjo / Besame Mucho (Vocals, 2002)
- Gadjo feat. Alexandra Prince / So many Times (Vocals & Co-Writer, 2005)
- Fireflies feat. Alexandra Prince / I can’t get enough (Vocals & Co-Writer, 2006)
- Locktown feat. Alexandra Prince / Alive (Vocals & Co-Writer, 2006)
- Syke'n Sugarstarr feat. Alexandra Prince / Are you (Watching me, Watching you) (Vocals & Co-Writer, 2006)
- Fettes Brot feat. Alexandra Prince / Kuba (Vocals, 2005)
- Almina / So ist das Spiel, so ist das Leben (Vocals, 2004)
- No Angels / Angel of mine (Co-Writer, 2003)
- Vanessa S. / Shining (Co-Writer, 2003)
- Nalin & Kane vs. Denis the Manace feat. Alexandra Prince / Cruising (Vocals, 2003)
- Phantom Black feat. Alexandra Prince / I have nobody (Deichkind Remix) (Vocals, 2003)
- Phantom Black feat. Alexandra Prince / My Love (Vocals, Co-Writer, 2003)
- DJs@Work / Time 2 Wonder (Vocals, 2002)
- Neo Cortex / Elements (Vocals, 2002)
- Alex Prince / Whatever (Vocals, 1999)
- Alex Prince feat. Mazaya / How we livin’ (Vocals, 1998)
- Nana / Lonely (Vocals, 1997)
- Nana / He’s comin’ (Vocals, 1997)